# Линь, Шарль-Жозеф де
Шарль-Жозеф де Линь (фр. Charles-Joseph de Ligne; 23 мая 1735, Брюссель — 13 декабря 1814, Вена) — австрийский фельдмаршал, дипломат и имперский князь из рода Линей, знаменитый мемуарист и военный писатель эпохи Просвещения, одно время служивший в России в должности начальника артиллерии под командованием князя Г. А. Потёмкина.

## Биография
Происходил из знатной бельгийско-французской фамилии Линей из Эно, родился 23 мая 1735 года в Брюсселе. Его отец, Клод Ламораль II, 6-й князь де Линь, был австрийским фельдмаршалом и членом Государственного совета Священной Римской империи.
В 1752 году он поступил прапорщиком в австрийскую армию. Принимал участие в Семилетней войне, за отличие в сражении при Хохкирхе был произведён в майоры, а к концу войны его имя было уже популярно в австрийской армии, как храброго офицера и остроумного человека.
В 1764 году де Линь был произведён в генерал-майоры, а в 1771 году — в фельдмаршал-лейтенанты и во время войны за Баварское наследство командовал авангардом в армии Лаудона.
В 1782 году де Линь был послан императором Иосифом II в Россию с важными поручениями и, благосклонно принятый императрицей Екатериной II, надолго остался в России. Когда началась вторая война с Турцией, де Линь был назначен состоять в звании фельдцейхмейстера (начальника артиллерии) при армии князя Потёмкина и в 1788 году участвовал в осаде и взятии Очакова, а в 1789 году, командуя австрийским корпусом, сам взял Белград.
Помещик Таврической области. Екатерина II, во время своего путешествия в Крым, подарила Шарлю-Жозефу де Линю имение «Парфеницы» (земли Партенита, Кучук-Ламбата и Никиты). В отличие от многих других, облагодетельствованных Екатериной владельцев имений в Крыму, никогда в них не бывавших, де Линь, вместе с Нассау-Зигеном, новым хозяином Массандры, тогда же, в 1787 году, съездили верхом, через Шайтан-Мердвень (по другим данным — через перевал у Чатырдага), осмотреть новые поместья. Больше он здесь не бывал, а в 1790-х годах, будучи в стеснённом материальном положении, по «совету» Екатерины, продал поместье в казну, по другой информации — таврическому генерал-губернатору графу П. А. Зубову.
Во время войны Первой коалиции де Линь потерял всё своё имущество в Бельгии и навсегда остался в Вене.
Леопольд II уволил де Линя в отставку, и он вернулся на службу лишь при Франце II, который в 1808 году произвёл де Линя в фельдмаршалы и назначил членом гофкригсрата.
После поражения Наполеона 79-летний де Линь участвовал в работе Венского конгресса и скончался во время одного из заседаний 13 декабря 1814 года.
По словам мемуаристки Софии Шуазель-Гуфье, старый и больной князь де Линь, «который не переставал шутить даже на смертном одре», наблюдая пышные и разнообразные торжества, сопровождавшие Венский конгресс: балы, маскарады, парады, приёмы и проч. заметил: «В конце концов, празднествам Конгресса не достаёт лишь одного — похоронной процессии при погребении имперского фельдмаршала. Что ж, я им доставлю и это зрелище.» «К несчастью», — пишет София Шуазель, «он сдержал своё слово».
После де Линя остались 34 тома записок под заглавием: «Mélanges militaires, littérarires et sent mentaires» (1795—1804).
Изображен на бельгийской почтовой марке 1944 года.

## Семья и дети
В 1755 году женился на Франциске Лихтенштейнской,  (дочери Эммануила Лихтенштейна). В браке родилось 7 детей:
- Мария Кристина Леопольдина (1757-1830) ⚭ 1775 имперский князь Иоганн Непомук фон Клари-Альдринген (1753-1826), директор здания суда
- Шарль (1759-1792) ⚭ 1779 княжна Елена Массальская (1763-1814), 1 дочь и 1 внебрачная дочь, полковник австрийской службы
- Франсуа Леопольд (1764–1771)
- Луи Эжен Мари Ламораль (1766-1813) ⚭ 1803 Луиза ван дер Нут, графиня де Дюрас (1785-1863), сын Эжен де Лин
- Адальберт Ксавьер (1767–1771)
- Евфимия Кристина Филиппина (1773-1834) ⚭ 1798 граф Иоганн Баптист Палфи фон Эрдёд (1775-1811)
- Флор Аделида Каролина (1775-1851) ⚭ 1812 барон Рабан фон Шпигель фон Пикельсхайм (1772-1836)

У него также было две внебрачные дочери: Анжелика (1749–1822) и Аделаида (1809–1810).
Шарль-Жозеф узаконил в 1810 году внебрачную любимую дочь своего сына Шарля по имени Фанни-Кристина (1788-1867). В дневниках и письмах семьи ее называют «Титина»; она вышла замуж за Мориса О'Доннелла фон Тирконнелла (1780–1843).
Его внук, Эжен де Линь (1804–1880), был выдающимся бельгийским государственным деятелем, а другой внук, граф Максимилиан О'Доннелл фон Тирконнелл (1812–1895), помог спасти жизнь австрийского императора Франца-Иосифа I в Вене в 1853 году.

## Публикации на русском языке
- Письма и мысли маршала принца де Линь, изданные в свет баронессою Стаэль Голстеин (Сталь фон Гольштейн). — М., 1809.
  - Часть I
  - Часть II
- Письма, мысли и избранные творения принца де Линя, изданные баронессой Сталь фон Гольштейн и г-м Пропиаком. — М., 1809-1810.
  - Том первый
  - Часть вторая
  - Том второй
  - Часть четвертая
  - Том третий
- Избранные философические, политические и военные творения принца де Линя, изданные одним из его приятелей, служащие продолжением к творениям его, изданным госпожой Сталь фон Гольштейн и г. Пропиаком. — М., 1810.
  - Том пятый
  - Том шестой